# Arcturopsis giardi
Arcturopsis giardi är en kräftdjursart som först beskrevs av Bonnier 1896.  Arcturopsis giardi ingår i släktet Arcturopsis och familjen Arcturidae. Inga underarter finns listade i Catalogue of Life.